# Colca (Victor Fajardo)
Colca é um distrito do Peru, departamento de Ayacucho, localizada na província de Victor Fajardo.

## Transporte
O distrito de Colca é servido pela seguinte rodovia:
- PE-32A, que liga o distrito de Chiara à cidade de Puquio [1][2][3]